# باول تاونسند
باول تاونسند (بالإنجليزية: Paul Townsend)‏ هو فيزيائي وأستاذ جامعي بريطاني، ولد في 3 مارس 1951.